# Тиквеш (Билє)
45°40′ пн. ш. 18°48′ сх. д. / 45.66° пн. ш. 18.8° сх. д.
Тиквеш (хорв. Tikveš) — населений пункт у Хорватії, в Осієцько-Баранській жупанії у складі громади Билє.

## Населення
Населення за даними перепису 2011 року становило 10 осіб.
Динаміка чисельності населення поселення:

## Клімат
Середня річна температура становить 11,04 °C, середня максимальна – 25,22 °C, а середня мінімальна – -5,77 °C. Середня річна кількість опадів – 624 мм.
| Клімат поселення                              | Клімат поселення | Клімат поселення | Клімат поселення | Клімат поселення | Клімат поселення | Клімат поселення | Клімат поселення | Клімат поселення | Клімат поселення | Клімат поселення | Клімат поселення | Клімат поселення | Клімат поселення |
| Показник                                      | Січ.             | Лют.             | Бер.             | Квіт.            | Трав.            | Черв.            | Лип.             | Серп.            | Вер.             | Жовт.            | Лист.            | Груд.            |                  |
| Середній максимум, °C                         | 5,78             | 7,72             | 12,30            | 17,00            | 22,30            | 25,21            | 25,22            | 24,78            | 20,54            | 15,10            | 9,16             | 5,29             |                  |
| Середня температура, °C                       | 0,01             | 2,00             | 6,50             | 11,20            | 16,53            | 19,43            | 21,35            | 20,90            | 16,65            | 11,21            | 5,30             | 1,40             |                  |
| Середній мінімум, °C                          | −5,77            | −3,8             | 0,75             | 5,49             | 10,79            | 13,69            | 17,46            | 17,01            | 12,76            | 7,33             | 1,40             | −2,5             |                  |
| Норма опадів, мм                              | 39               | 34               | 37               | 51               | 58               | 77               | 64               | 59               | 49               | 51               | 57               | 48               |                  |
| Середньомісячна швидкість вітру, м/с          | 2.44             | 2.70             | 3.00             | 2.90             | 2.57             | 2.30             | 2.30             | 2.10             | 2.10             | 2.30             | 2.40             | 2.50             |                  |
| Середньомісячна сонячна радіація, кДж/м²·день | 4197             | 6941             | 10946            | 15499            | 19471            | 21857            | 22215            | 20310            | 14999            | 9451             | 4796             | 3513             |                  |
| --------------------------------------------- | ---------------- | ---------------- | ---------------- | ---------------- | ---------------- | ---------------- | ---------------- | ---------------- | ---------------- | ---------------- | ---------------- | ---------------- | ---------------- |
| Джерело:                                      |                  |                  |                  |                  |                  |                  |                  |                  |                  |                  |                  |                  |                  |